# A Colbert Christmas: The Greatest Gift of All!

A Colbert Christmas: The Greatest Gift of All! (« Un Noël Colbert : Le meilleur cadeau du monde ») est un Christmas Special diffusé en 2008 par Comedy Central.
Écrit par l'humoriste américain Stephen Colbert et les scénaristes du Colbert Report, il fait l'objet d'une sortie en CD et DVD.

## Résumé
« A Colbert Christmas : la meilleure chose qui soit arrivé au mois de décembre depuis la naissance de Jésus. »

— Stephen Colbert

## Distribution
- Stephen Colbert : Stephen Colbert
- Elvis Costello : Lui-même
- Toby Keith : Le chasseur
- Willie Nelson : Le 4e sage
- Jon Stewart : Lui-même
- John Legend : Le Ranger
- Leslie Feist : L'ange
- George Wendt : Père Noël
- Madeline Colbert, Peter Colbert et John Colbert : Les enfants de Colbert

## Pistes
1. "Another Christmas Song" (Stephen Colbert)
2. "Have I Got a Present for You" (Toby Keith)
3. "Little Dealer Boy" (Stephen Colbert et Willie Nelson)
4. "Can I Interest You in Hannukah?" (Stephen Colbert et Jon Stewart)
5. "Nutmeg" (Stephen Colbert et John Legend)
6. "Please Be Patient" (Feist)
7. "(What's So Funny 'Bout) Peace, Love, and Understanding" (Stephen Colbert, Elvis Costello, Feist, Toby Keith, John Legend et Willie Nelson)
8. "There Are Much Worse Things to Believe In" (Stephen Colbert et Elvis Costello)
9. "A Cold, Cold Christmas" (Stephen Colbert)

## Distinctions
- 2010 : Grammy Award meilleur album de comédie

## Operation Humble Kanye
L'album est mis en ligne sur iTunes le 25 novembre 2008, où il devient n°1 des ventes pendant un court moment, rapidement dépassé par l'album de Kanye West, 808s and Heartbreak, qui s’autoproclame la « Voix de cette génération en cette décennie ». Le 3 décembre, Colbert lance donc l'« Operation Humble Kanye » (« Opération humilité pour Kanye ») afin de le faire remonter à la première place et de lui accorder le titre de  « Voix de cette génération ». Le 4 décembre, l'opération est un succès, puisque A Colbert Christmas redevient n°1, et Colbert annonce que Kanye est maintenant officiellement humble.